# 福见友子
福見友子（日语：／ Fukumi Tomoko，1985年6月26日—），日本女子柔道运动员。她曾代表日本参加2010年亚洲运动会柔道比赛，获得一枚银牌。她也曾参加2012年夏季奥林匹克运动会。